# Bryophaenocladius nudisquama
Bryophaenocladius nudisquama is een muggensoort uit de familie van de dansmuggen (Chironomidae). De wetenschappelijke naam van de soort is voor het eerst geldig gepubliceerd in 1987 door Caspers & Reiss.